# Tauriphila argo
Die Tauriphila argo ist eine der fünf Libellenarten der Gattung Tauriphila aus der Unterfamilie Pantalinae. Sie tritt in Südamerika auf.

## Merkmale

### Bau der Imago
Der Körper von Tauriphila argo ist wie das Gesicht rot. Auf der Stirn und der Scheitelblase ist die Grundfarbe – rot – metallisch violett übertüncht. Der Hinterleib (Abdomen) ist um die 30 Millimeter lang. Auf dem circa 36 Millimeter langen Hinterflügel befindet sich an der Basis ein großer, dunkelbrauner Fleck, der bis in den Analwinkel reicht. Bis auf die gräuliche Spitze ist der Flügel sonst durchsichtig. Das Flügelmal (Pterostigma) misst 2,5 Millimeter.

### Bau der Larve
Im letzten Larvenstadium der Tauriohila argo ist die Larve hellbraun und hat einen im Vergleich zum Brustkorb (Thorax) sehr breiten Kopf. Der Kopf erreicht fast die Breite des Hinterleibes (Abdomen) und ist bei der Exuvie bis zu 6,2 Millimeter breit. Auf der dorsalen Seite ist der vordere Rand des Kopfes gerundet, wobei die am Rand liegenden, sehr großen Komplexaugen sich dieser Rundung perfekt anpassen. An den seitlichen Rändern überranden die Augen den Kopf leicht und führen so die Rundung noch ein Stück weiter. Die Antennen bestehen aus sieben Segmenten und sind lang und dünn. Beim Schlupf haben sie eine Länge von 3,5 Millimeter. Das Hinterhaupt (Occiput) ist ausgeprägt und verjüngt sich nach hinten, wobei am Hinterrand eine nahezu gerade Linie verbleibt. Besetzt ist das Occiput mit kleinen Borsten. Die Fangmaske ist verglichen mit dem restlichen Körper groß. Auf der dorsalen Seite des Mentums finden sich zwei Reihen Borsten. Die dem Körper abgewandte Seite des Mentum, das so genannte Ligula ist ebenso mit kleinen Borsten besetzt die in ihrer Größer zur Spitze hin zunehmen. Auf dem an der Außenseite haarlosen Taster (Palpus) befinden sich acht Borsten, die sich in der Nähe des Gelenks zum Mentum befinden. Auf der distalen Seite des Palpus befinden sich unscheinbare asymmetrische Zähnchen die mit winzigen Borsten besetzt sind.
Das vorderste Segment des Thorax, der Prothorax ist im Gegensatz zum nur mäßig entwickelten Pronotum gut ausgebildet. Auch die Öffnungen des Atmungssystems sind gut ausgebildet. Die Ränder der Flügelscheiden sind nahezu parallel und reichen bis zum Rand des sechsten Segments. Die dicklichen Beine sind sehr lang, wobei das Beinpaar, welches am Mesothorax ansetzt sogar bis zur Analpyramide reicht. Das hintere Beinpaar erreicht eine Länge von 17,9 Millimeter. Die sich an den Füßen (Tarsi) befindenden Klauen sind dünn und lang.
Die Ränder des beim Schlupf 6,5 Millimeter messenden Abdomens sind beidseitig nach außen gebogen. Auf dem achten und neunten Segment finden sich Lateraldornen, wobei jener des achten Segments bis an den hinteren Rand des zehnten Tergiten reicht. Der Dorn des neunten Segments ist noch länger und ragt über die letzten drei Segmente des Abdomens. Auf den Segmenten drei bis acht sind zudem Dorsaldornen präsent. Die paarigen Seitenplatten (Ventrolateralplatten) des elften Hinterleibssegmentes, der so genannte Paraproct, sind wesentlich länger als die unpaare dorsale Platte des elften Hinterleibssegments, der so genannte Epiproct.
Die Gesamtlänge der Larve beim Schlupf beträgt samt Analpyramide aber ohne Antennen und Fangmaske 17,9 Millimeter.